# Rastoke
Rastoke su naselje u Republici Hrvatskoj u sastavu grada Slunja u Karlovačkoj županiji, slikovito mjestašce smješteno uz magistralnu cestu D1 Karlovac – Plitvička jezera.

## Opis
Samo ime Rastoke govori da se tu nešto rastače, a to je rijeka Slunjčica koja se preko sedrenih stijena ulijeva u rijeku Koranu, a u svojemu toku kroz Rastoke stvara mnoštvo malih jezera, brzaka i slapova od kojih su najpoznatiji Buk, Hrvoje i Vilina kosa, a u rupama rastočke sedre žive i vidre, koje su se vratile nakon dužeg izbivanja u velikom broju. 
Sedra je šupljikavi kamen vapnenac koji se stvara na podnožju slapova rijeka, a izvrstan je građevni materijal. Rastoke su predvorje Plitvičkih jezera pa ih zbog toga zovu još i Male Plitvice. Od samih Plitvičkih jezera udaljene su oko 33 km, ali su s njima nedovoljno funkcionalno povezane.
Slapovi Slunjčice, ujedno s Plitvičkim jezerima, dugo su bili nepoznati zbog svoje prometne izoliranosti, a nisu zanimale ni turske osvajače za vrijeme Vojne krajine. Rastoke nam govore o simbiozi fantastičnih tvorevina prirode i ljudskih tehničkih dostignuća starih više stoljeća, a tu se radi o takozvanim mlinicama - žličarama. To je prvi put da primitivne strojeve ne pokreće ljudska ili životinjska snaga, a građene su da se u njima koristi nekoliko mlinskih kamena za razne vrste meljave te uz njih nalazimo i takozvane koševe, koji su služili za ispiranje vunenih predmeta i pranje rublja pa ih možemo nazvati i prvobitnim perilicama. 
Prva mlinica datira iz 17. stoljeća, a pretpostavlja se i ranije, dok je najveći broj nastamba sagrađen krajem 19. st. i početkom 20. stoljeća, i to od drveta i sedre. Mnogi slapovi su dobili imena po vlasnicima mlinica. Davne 1860. godine jezikoslovac i putopisac Adolf Veber Tkalčević Rastoke opisuje kao neopisivu milinu prizora i poziva putnike namjernike da dođu, vide i da se dive, a jedan od slapova opisuje kao ogroman crijep s velikim cvjetnim uzorkom, dok drugi naziva ogromnom rimskom Fontanom di Trevi po hrvatskome kroju. 
Zbog ovakve skladnosti graditeljske, povijesne i etnografske baštine, Rastoke su 1969. godine uvršetne u Registar nepokretnih spomenika kulture pri Regionalnom zavodu za zaštitu spomenika kulture u Zagrebu. Danas je turistička aktivnost Rastoka oživljena tako da nalazimo mogućnost smještaja, posjeta mlinicama, ugostiteljsku ponudu, likovnu koloniju u lipnju, auto-kamp, i drugo, a Slunjčica obiluje prvorazrednom autohtonom pastrvom koju u lokalnom restoranu poslužuju netom uhvaćenu iz brzaka. Poznat je i ukusni rastočki domaći beskvasni kruh koji se radi od nekoliko vrsta žitarica i ima visoku prehrambenu vrijednost.

## Stanovništvo
Pri popisu stanovništva 2021. godine naselje je imalo 46 stanovnika.
| broj stanovnika |       |       |       | 165   | 222   |       |       |       | 217   | 209   | 171   | 153   |       |       | 65    | 50    | 46    |
|                 | 1857. | 1869. | 1880. | 1890. | 1900. | 1910. | 1921. | 1931. | 1948. | 1953. | 1961. | 1971. | 1981. | 1991. | 2001. | 2011. | 2021. |

## Galerija slika
- Slunjčica u Rastokama
- Rastoke

## Vanjske poveznice
|  | Zajednički poslužitelj ima još gradiva o temi Rastoke |